# Tungkal V
Tungkal V is een bestuurslaag in het regentschap Tanjung Jabung Barat van de provincie Jambi, Indonesië. Tungkal V telt 3890 inwoners (volkstelling 2010).